# ریدلز کریک
ریدلز کریک (به انگلیسی: Riddells Creek) یک منطقهٔ مسکونی در استرالیا است که در ویکتوریا (استرالیا) واقع شده‌است.